# NGC 2397
NGC 2397 est une galaxie spirale (intermédiaire ?) située dans la constellation du Poisson volant. NGC 2397 a été découverte par l'astronome britannique John Herschel en 1835.

## Caractéristiques
La classe de luminosité de NGC 2397 est II et elle présente une large raie HI.

### Distance
Sa vitesse par rapport au fond diffus cosmologique est de 1 468 ± 13 km/s, ce qui correspond à une distance de Hubble de 21,7 ± 1,5 Mpc (∼70,8 millions d'al).
À ce jour, 16 mesures non basées sur le décalage vers le rouge (redshift) donnent une distance de 22,000 ± 3,717 Mpc (∼71,8 millions d'al), ce qui est à l'intérieur des valeurs de la distance de Hubble.

### Luminosité dans l'infrarouge
La luminosité de la galaxie NGC 2397 dans l'infrarouge lointain (de 40 à 400 µm) est égale à 6,17 × 109 {\displaystyle L_{\odot }} (109,79{\displaystyle L_{\odot }}) et sa luminosité totale dans l'infrarouge (de 8 à 1 000 µm) est de 8,32 × 109 {\displaystyle L_{\odot }} (109,92{\displaystyle L_{\odot }}).

## Paire de galaxies?

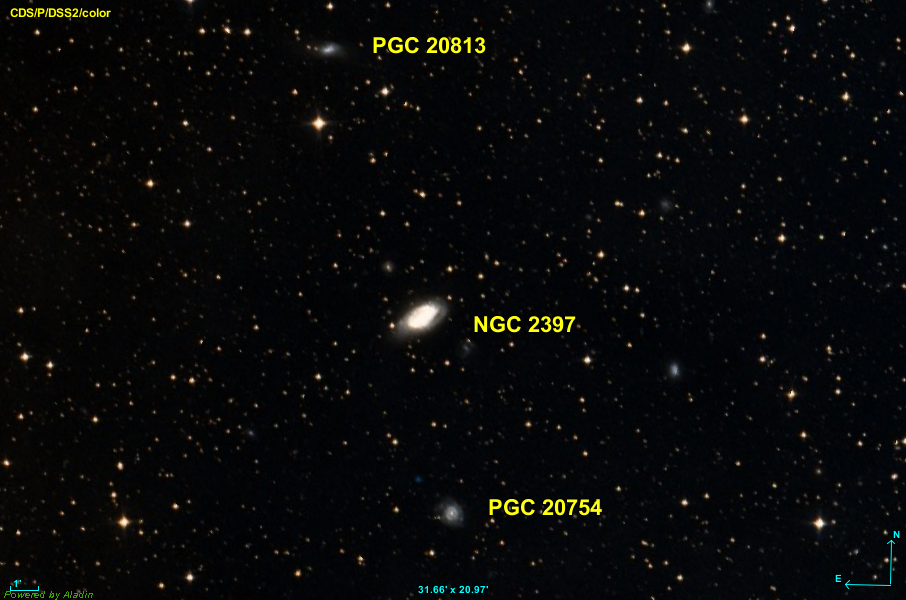
Les galaxies PGC 20754 et PGC 20813.

Les galaxies PGC 20754 et PGC 20813 étant près de NGC 2397 sont parfois désignées comme NGC 2397A et NGC 2397B. Ces galaxies ne font cependant pas partie du catalogue élaboré par John Dreyer.

## La supernova SN 2006bc

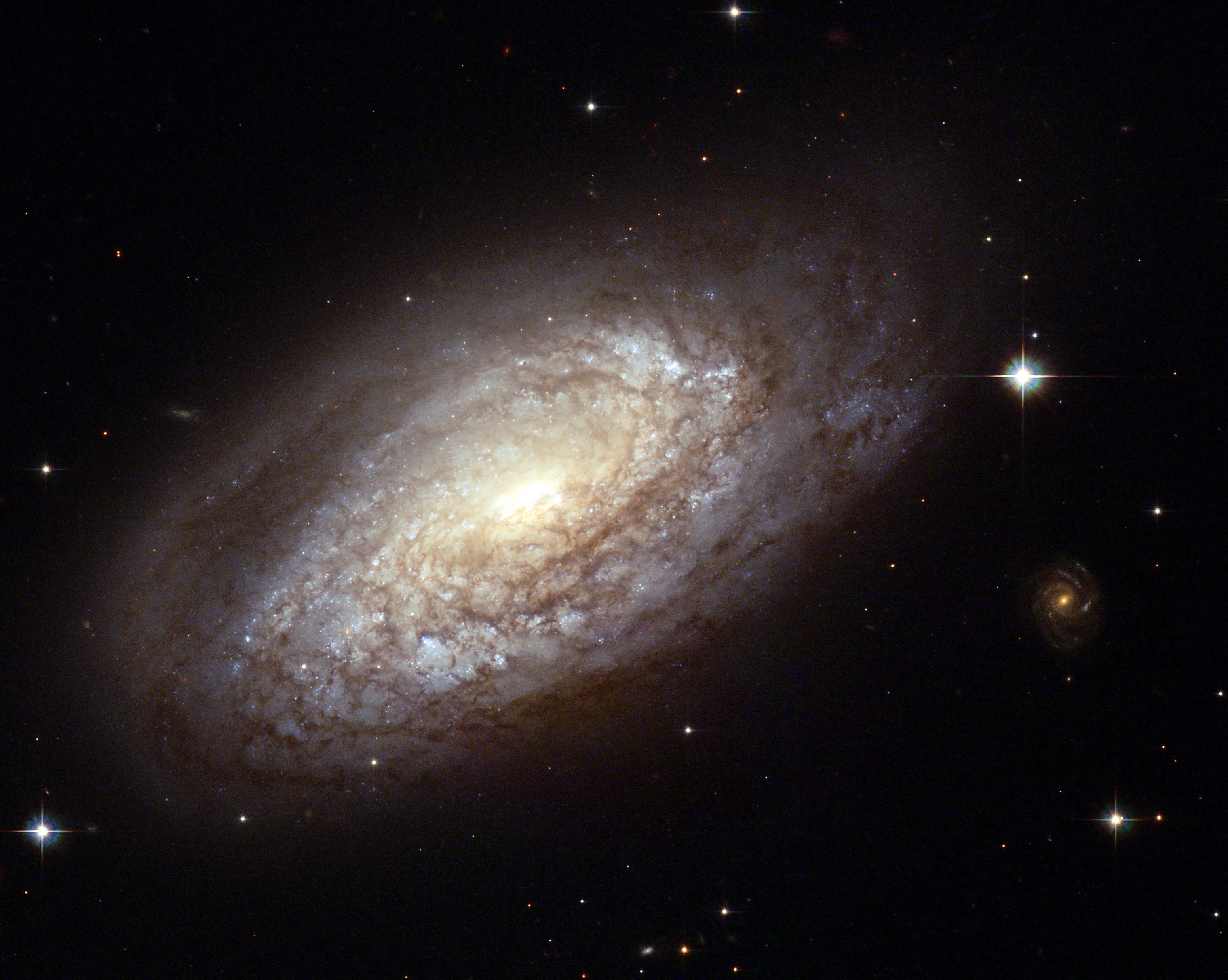
NGC 2397 et la supernova SN 2006bc par le télescope spatial Hubble.

En mars 2006, R. Martin de l'observatoire de Perth en Australie a rapporté la découverte dans NGC 2397 d'une supernova sur les images prises dans la nuit du 24 au 25 mars. Des analyses subséquentes ont révélé qu'il s'agissait d'une supernova à effondrement de cœur (type II) produite par l'explosion d'une étoile massive. Cette supernova est d'ailleurs visible sur la photo captée par le télescope spatial Hubble alors qu'elle était dans son dernier stade.   

## Groupe de NGC 2442
NGC 2397 ainsi que les galaxies NGC 2434 et NGC 2442 forment le groupe de NGC 2442.